# Trofeo Ciudad del Puerto
El Trofeo Ciudad del Puerto es un torneo amistoso disputado anualmente en el Puerto de Santa María, provincia de Cádiz (España). Se disputa desde 1972 y se ha visto interrumpido tan solo en las ediciones de 2014 hasta 2017, recuperándose posteriormente hasta la última edición disputada en 2024.
Los partidos se disputan en el Estadio José del Cuvillo, que precisamente es inaugurado el 20 de agosto de 1972 en un partido entre el Racing Club Portuense y el Real Madrid CF, que se saldó con la victoria de los madrileños por 2 goles a 1. Significó, además, la inauguración del Trofeo Ciudad de El Puerto.

## Palmarés
| Año       | Edición      | Campeón                   | Resultado  | Subcampeón               |
| --------- | ------------ | ------------------------- | ---------- | ------------------------ |
| 1972      | I            | Real Madrid CF            | 2-1        | Racing Club Portuense    |
| 1973      | II           | Cádiz CF                  | 1-0        | CD San Fernando          |
| 1974      | III          | Racing Club Portuense     | 1-0        | CD San Fernando          |
| 1975      | IV           | Cádiz CF                  | 1-0        | CD San Fernando          |
| 1976      | V            | Cádiz CF                  | 2-0        | Xerez CD                 |
| 1977      | VI           | Algeciras CF              | 1-0        | Cádiz CF                 |
| 1978      | VII          | Cádiz CF                  | 4-0        | Racing Club Portuense    |
| 1979      | VIII         | Cádiz CF                  | 1-0        | CD San Fernando          |
| 1980      | IX           | CD San Fernando           | 4-1        | Xerez CD                 |
| 1981      | X            | Cádiz CF                  | 1-0        | Racing Club Portuense    |
| 1982      | XI           | CD San Fernando           | 1-0        | Xerez CD                 |
| 1983      | XII          | Xerez CD                  | 0-0 (pen)  | Racing Club Portuense    |
| 1984      | XIII         | Xerez CD                  | 3-0        | Racing Club Portuense    |
| 1985      | XIV          | Racing Club Portuense     | 3-0        | Puerto Real CF           |
| 1986      | XV           | Cádiz CF                  | 2-0        | Racing Club Portuense    |
| 1987      | XVI          | Cádiz CF B                | 2-1        | CD San Fernando          |
| 1988      | XVII         | Xerez CD                  | 2-0        | RCD Espanyol             |
| 1989      | XVIII        | Xerez CD                  | 1-0        | CD Utrera                |
| 1990      | XIX          | Xerez CD                  | 3-0        | Racing Club Portuense    |
| 1991      | XX           | Central Español           | 1-0        | Racing Club Portuense    |
| 1992      | XXI          | CD San Fernando           | 2-1        | Racing Club Portuense    |
| 1993      | XXII         | Racing Club Portuense'    | 1-1 (pen)  | CD San Fernando          |
| 1994      | XXIII        | Cádiz CF                  | 2-1        | CD San Fernando          |
| 1995      | XXIV         | Racing Club Portuense'    | 1-0        | Cádiz CF                 |
| 1996      | XXV          | Xerez CD                  | 1-0        | Racing Club Portuense    |
| 1997      | XXVI         | Real Madrid CF B          | 2-0        | Racing Club Portuense    |
| 1998      | XXVII        | Racing Club Portuense     | 1-1 (pen)  | CD San Fernando          |
| 1999      | XXVIII       | Racing Club Portuense     | 2-0        | CD San Fernando          |
| 2000      | XXIX         | Racing Club Portuense     | 2-1        | Algeciras CF             |
| 2001      | XXX          | Xerez CD                  | 0-0 (pen)  | CD San Fernando          |
| 2002      | XXXI         | Cádiz CF                  | 2-0        | Xerez CD                 |
| 2003      | XXXII        | Racing Club Portuense     | 0-0 (pen)  | Xerez CD                 |
| 2004      | XXXIII       | Cádiz CF                  | 0-0 (pen)  | Xerez CD                 |
| 2005      | XXXIV        | Cádiz CF                  | 1-0        | Racing Club Portuense    |
| 2006      | XXXV         | Xerez CD                  | 2-1        | Racing Club Portuense    |
| 2007      | XXXVI        | Cádiz CF                  | 3-0        | Racing Club Portuense    |
| 2008      | XXXVII       | Racing Club Portuense     | 1-1 (pen)  | Cádiz CF                 |
| 2009      | XXXVIII      | Cádiz CF                  | 2-0        | Racing Club Portuense    |
| 2010      | XXXIX        | Racing Club Portuense     | triangular | CD San Fernando Cádiz CF |
| 2011      | XL           | CD San Fernando           | 0-0 (pen)  | Racing Club Portuense    |
| 2012      | XLI          | CD San Fernando           | 1-0        | Racing Club Portuense    |
| 2013      | XLII         | Recreativo Club Portuense | 4-1        | Jerez Industrial CF      |
| 2014-2017 | No disputado | -                         | -          | -                        |
| 2018      | XLIII        | Xerez DFC                 | 2-0        | Racing Club Portuense    |
| 2019      | XLIV         | Xerez CD                  | 2-0        | Racing Club Portuense    |
| 2021      | XLV          | Xerez DFC                 | 1-0        | Racing Club Portuense    |
| 2022      | XLVI         | Xerez CD                  | 3-1        | Racing Club Portuense    |
| 2023      | XLVII        | Conil CF                  | 5-0        | Racing Club Portuense    |
| 2024      | XLVIII       | Xerez CD                  | 5-0        | Racing Club Portuense    |

## Campeones
| Equipo                | Títulos | Ediciones                                                                     |
| --------------------- | ------- | ----------------------------------------------------------------------------- |
| Cádiz CF              | 13      | 1973, 1975, 1976, 1978, 1979, 1981, 1986, 1994, 2002, 2004, 2005, 2007 y 2009 |
| Xerez CD              | 11      | 1983, 1984, 1988, 1989, 1990, 1996, 2001, 2006, 2019, 2022 y 2024             |
| Racing Club Portuense | 10      | 1974, 1985, 1993, 1995, 1998, 1999, 2000, 2003, 2008 y 2010                   |
| CD San Fernando       | 5       | 1980, 1982, 1992, 2011 y 2012                                                 |
| Xerez DFC             | 2       | 2018, 2021                                                                    |
| Real Madrid CF        | 1       | 1972                                                                          |
| Algeciras CF          | 1       | 1977                                                                          |
| Cádiz CF B            | 1       | 1987                                                                          |
| Central Español FC    | 1       | 1991                                                                          |
| Real Madrid CF B      | 1       | 1997                                                                          |
| Recreativo Portuense  | 1       | 2013                                                                          |
| Conil CF              | 1       | 2023                                                                          |